# 第43独立機械化旅団 (ウクライナ陸軍)
第43独立機械化旅団（だい43どくりつきかいかりょだん、ウクライナ語: 43-тя окрема механізована бригада）は、ウクライナ陸軍の旅団。東部作戦管区隷下。

## 概要

### ロシアのウクライナ侵攻
2023年2月6日、ロシアのウクライナ侵攻の影響に伴い、第93独立機械化旅団隷下の1個機械化大隊を基幹にドニプロペトロウシク州で創設された。

#### 東部・スヴァトヴェ-クレミンナ戦線
2023年8月、東部ルハーンシク州スヴァトヴェ地区に配備され、クプヤンシク方面に展開した。

## ギャラリー

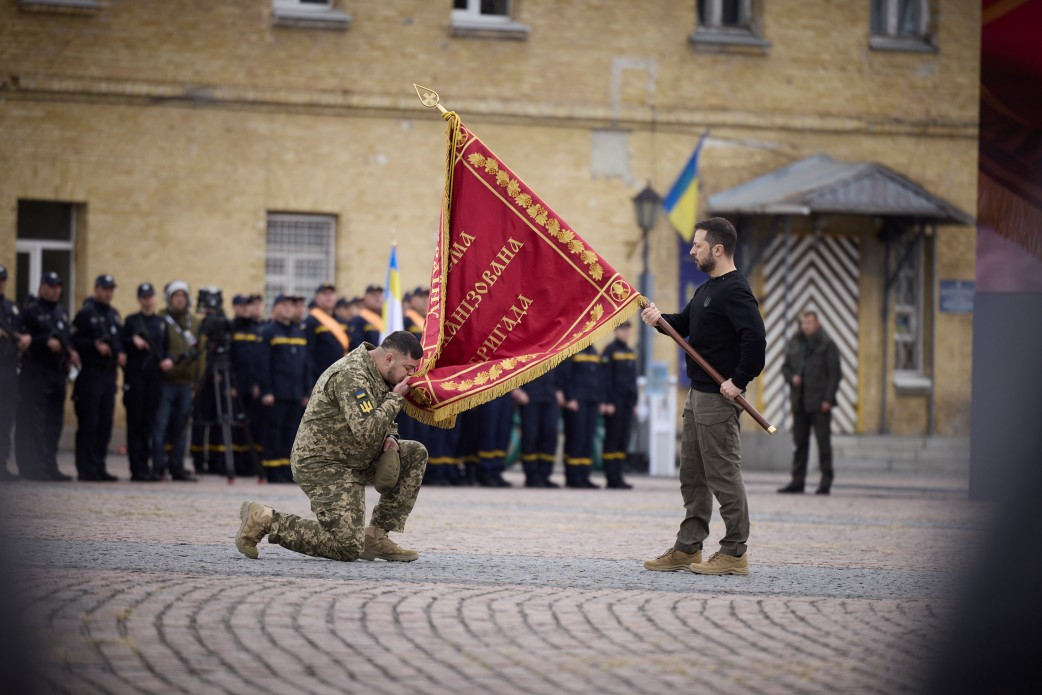
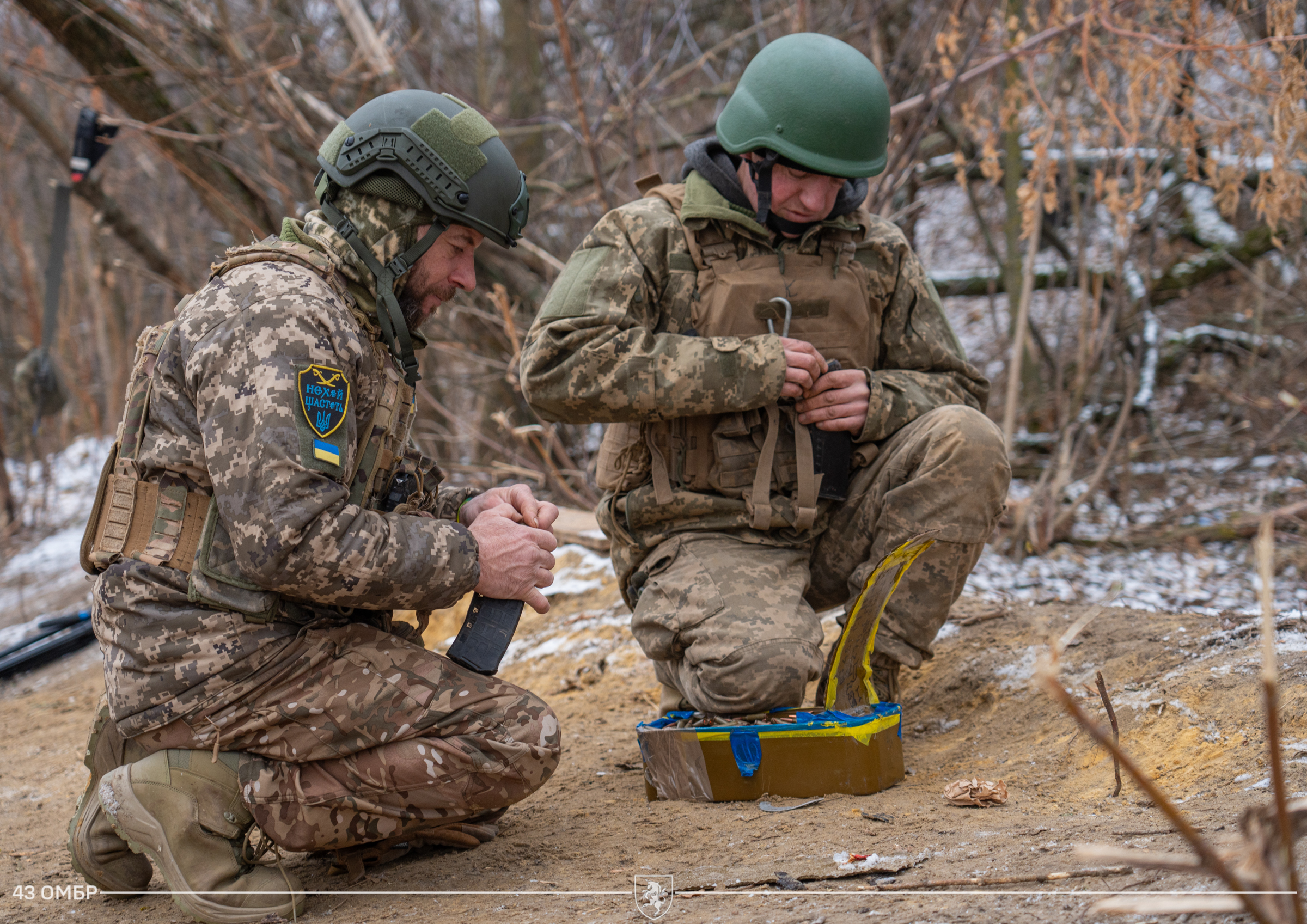
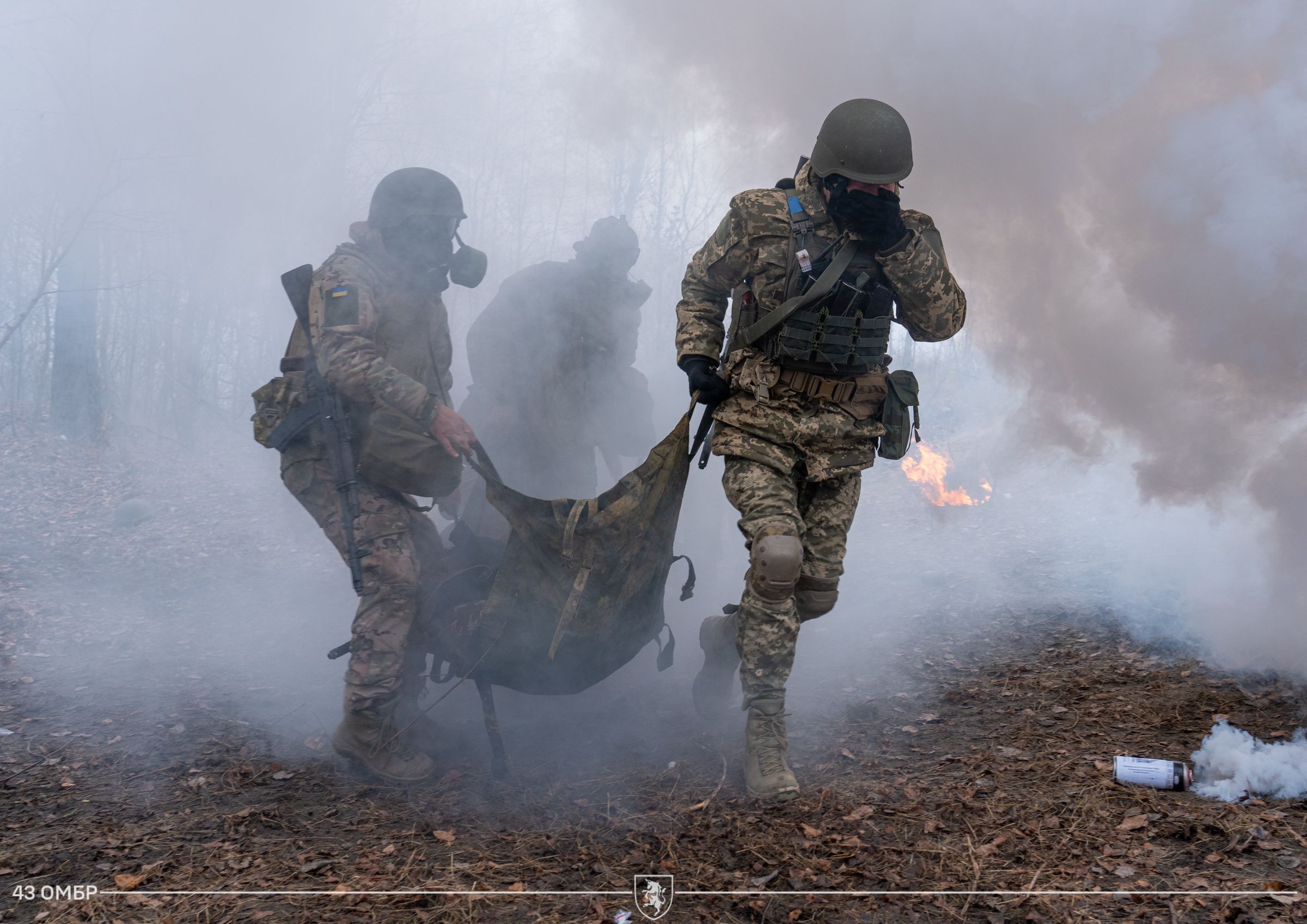
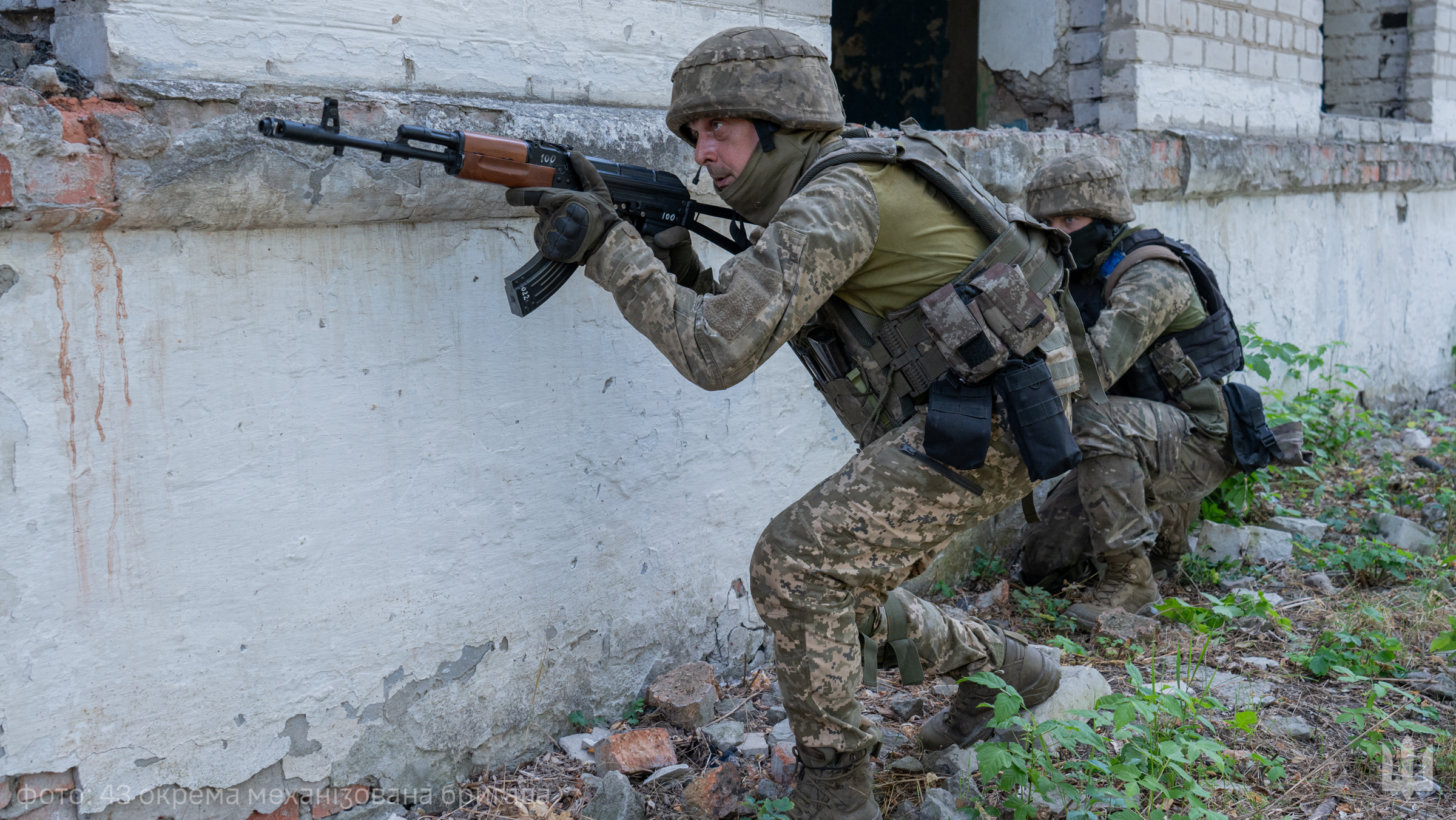
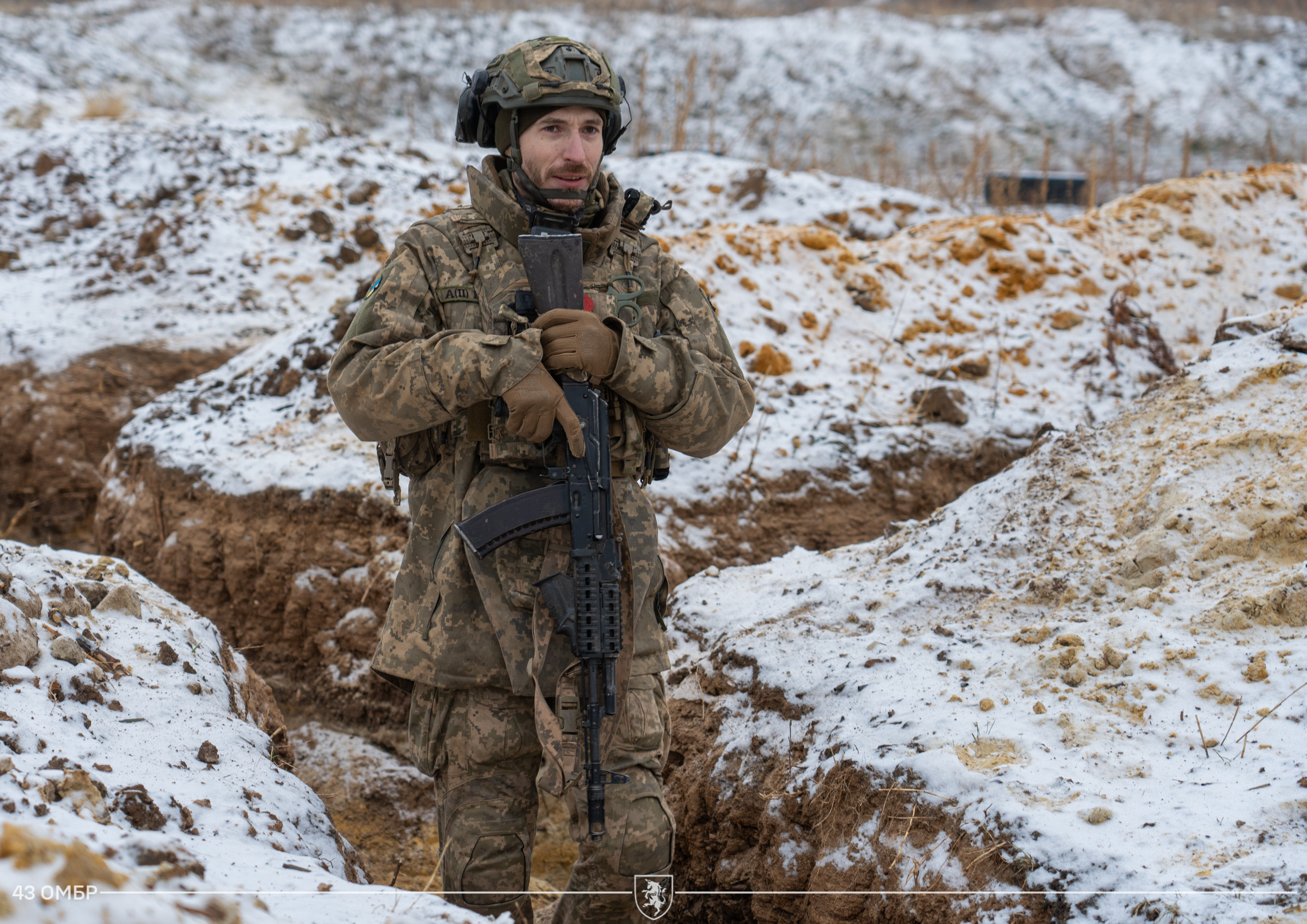
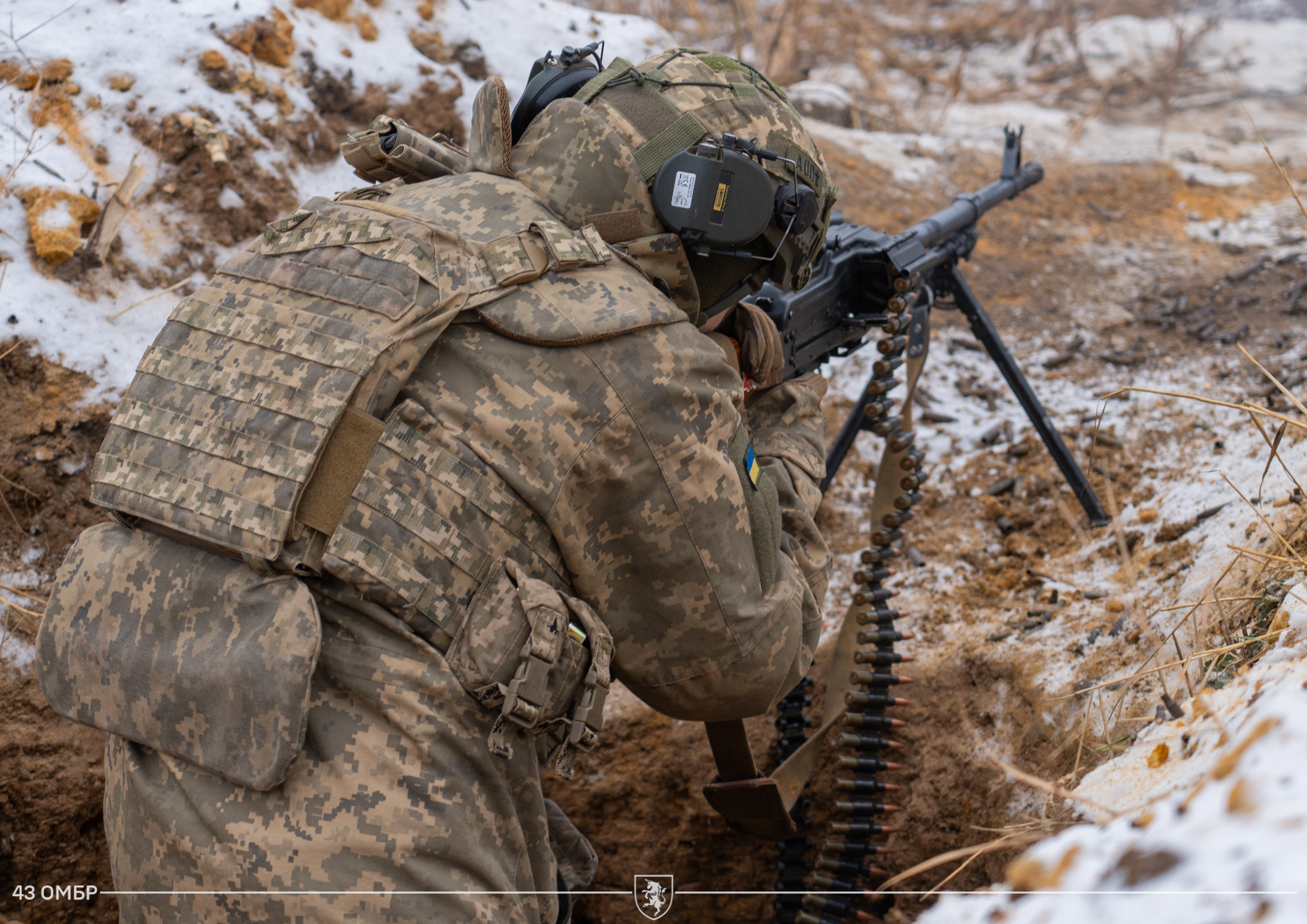

## 編制
- 旅団司令部（ドニプロ）
- 第1機械化大隊
- 第2機械化大隊
- 第3機械化大隊
- 戦車大隊
- 第413独立小銃大隊
- 第414独立小銃大隊
- 第416独立小銃大隊
- 旅団砲兵群
  - 本部中隊
  - 第1自走砲大隊
  - 第2自走砲大隊
  - ロケット砲大隊
  - 対戦車砲大隊
- 防空大隊

- 工兵大隊
- 整備大隊
- 兵站大隊
- 偵察中隊
- 電子戦中隊
- 通信中隊
- レーダー中隊
- NBC防護中隊
- 衛生中隊
- 無人機大隊 ネベスナ・マーラ